# 讃岐典侍日記
『讃岐典侍日記』（さぬきのすけのにっき）は、平安時代後期に堀河天皇に仕えた藤原長子（讃岐典侍）によって書かれた日記文学。全2巻。

## 構成と成立時期
上巻は典侍として仕えた堀河天皇が発病した嘉承2年（1107年）6月20日から崩御した7月19日までの一月にわたる淡々とした看護の記録で、日毎に容体が悪化し死に直面することになった天皇の憂いと悲観、そして側にあってそれを肌で感じる作者の揺れ動く感情が赤裸々に描かれている。
下巻は同年10月から翌天仁元年（1108年）の鳥羽天皇の大嘗会までの1年余りの記事を中核としつつ、現在と過去が著しく錯綜する混沌とした構成となっており、白河院からの要請を容れてためらいつつも再出仕することになった年幼い鳥羽天皇のもとで、事あるごとに思い出される宮中での過ぎ去りし日々を振り返りながら、先帝を追慕する作者の情念が鮮やかに綴られている。
上巻は堀河天皇の崩御後間もなくの成立、下巻は鳥羽天皇への出仕がひと段落ついた天仁2年（1109年）秋頃の成立と考えられている。また鎌倉時代後期に編纂された『本朝書籍目録』にこの日記は全3巻とあることから、下巻の前後いずれかに散逸した別巻が存在した可能性を示唆する説もある。

## 関連書籍

### 戦後の刊行本
- 玉井幸助 校註『讃岐典侍日記』（日本古典全書）、朝日新聞社、1953年
- 玉井幸助 校訂『讃岐典侍日記』、岩波文庫 、1953年
- 石井文夫 校注・訳『讃岐典侍日記』（日本古典文学全集）、小学館、1971年
- 森本元子 全訳注『讃岐典侍日記』（講談社学術文庫）、1977年
- 小谷野純一『讃岐典侍日記全評釈』、風間書房、1988年
- 岩佐美代子『讃岐典侍日記全注釈』、笠間書院、2012年

### 外国語訳
2023年11月、ペルー日系人協会出版基金より、ヒロコ・イズミ・シモノとイヴァン・アウグスト・ピント・ローマンの翻訳によるスペイン語版の『和泉式部日記』と『讃岐典侍日記』が出版された（El diario Izumi Shikibu / El diario de Sanuki no Suke ISBN 978-612-4397-21-9）が出版された。カバーや挿絵に重要文化財の「駒競行幸絵巻断簡」（和泉市久保惣記念美術館蔵）などを用いた美しい装丁となっている。